# José de la Serna
José de la Serna, né à Jerez de la Frontera en 1770 et mort à Cadix le 6 juillet 1832), comte des Andes, est un général espagnol et le dernier vice-roi du Pérou à exercer un pouvoir effectif (de 1821 à 1824), avant la fin de la royauté et la proclamation de la république péruvienne.

## Biographie

### Carrière militaire au service de l’Espagne
Il se destine très jeune à une carrière militaire et participe, en tant que cadet, à la défense de Ceuta contre les Maures en 1784. Il combat ensuite les Français en Catalogne en 1795 et est fait prisonnier lors du siège de Saragosse en 1809 mais s'échappe peu après. Il combat ensuite sous les ordres de Wellington de 1811 à 1813. 
En 1816, il est promu au grade de major général et est placé à la tête des troupes espagnoles chargés de combattre les insurgés sud-américains dans la vice-royauté du Pérou. Il arrive à Callao le 22 septembre 1816 et part pour le Haut-Pérou. Il avance jusqu'à Salta mais l'attaque surprise de l'armée de José de San Martin au Chili le contraint à adopter une position défensive. Ses relations avec le vice-roi Joaquín de la Pezuela s'étant détériorés (Pezuela est un absolutiste alors que de la Serna est un libéral), il demande à être relevé de son poste et à rentrer en Espagne mais ses partisans font pression sur le vice-roi pour qu'il reste et il est finalement nommé lieutenant général.

### Le dernier vice-roi du Pérou
Après le débarquement de San Martin à Pisco, le 8 septembre 1820, il est chargé de défendre Lima et, le 29 janvier 1821, les officiers d'état-major demandent à Joaquín de la Pezuela de démissionner au profit de José de la Serna. Voyant qu'il ne peut plus maintenir son autorité, Pezuela démissionne et de la Serna devient le nouveau vice-roi du Pérou. Il tente de négocier un règlement du conflit avec San Martin mais les négociations échouent et de la Serna doit abandonner Lima le 6 juillet 1821. Il se replie sur Cuzco et voit son autorité être contestée par le général Olañeta, qui dirige sa propre armée dans le Haut-Pérou, au début de l'année 1824 lorsque parvient la nouvelle que le régime libéral espagnol est tombé. Il envoie une armée soumettre la rébellion mais, devant l'attaque de Simón Bolívar, rappelle ses troupes et prend la tête de l'armée pour aller combattre les insurgés. Le 8 décembre, il est vaincu lors de la bataille d'Ayacucho par l'armée d'Antonio José de Sucre. Blessé et fait prisonnier, de la Serna est démis de son poste de vice-roi le lendemain de la bataille.

Relâché peu après, il regagne l'Europe et est bien accueilli à la cour d'Espagne, où son administration est approuvée. Il est nommé capitaine général de Grenade et meurt à Cadix en 1832. 